# Palazzo Maldura

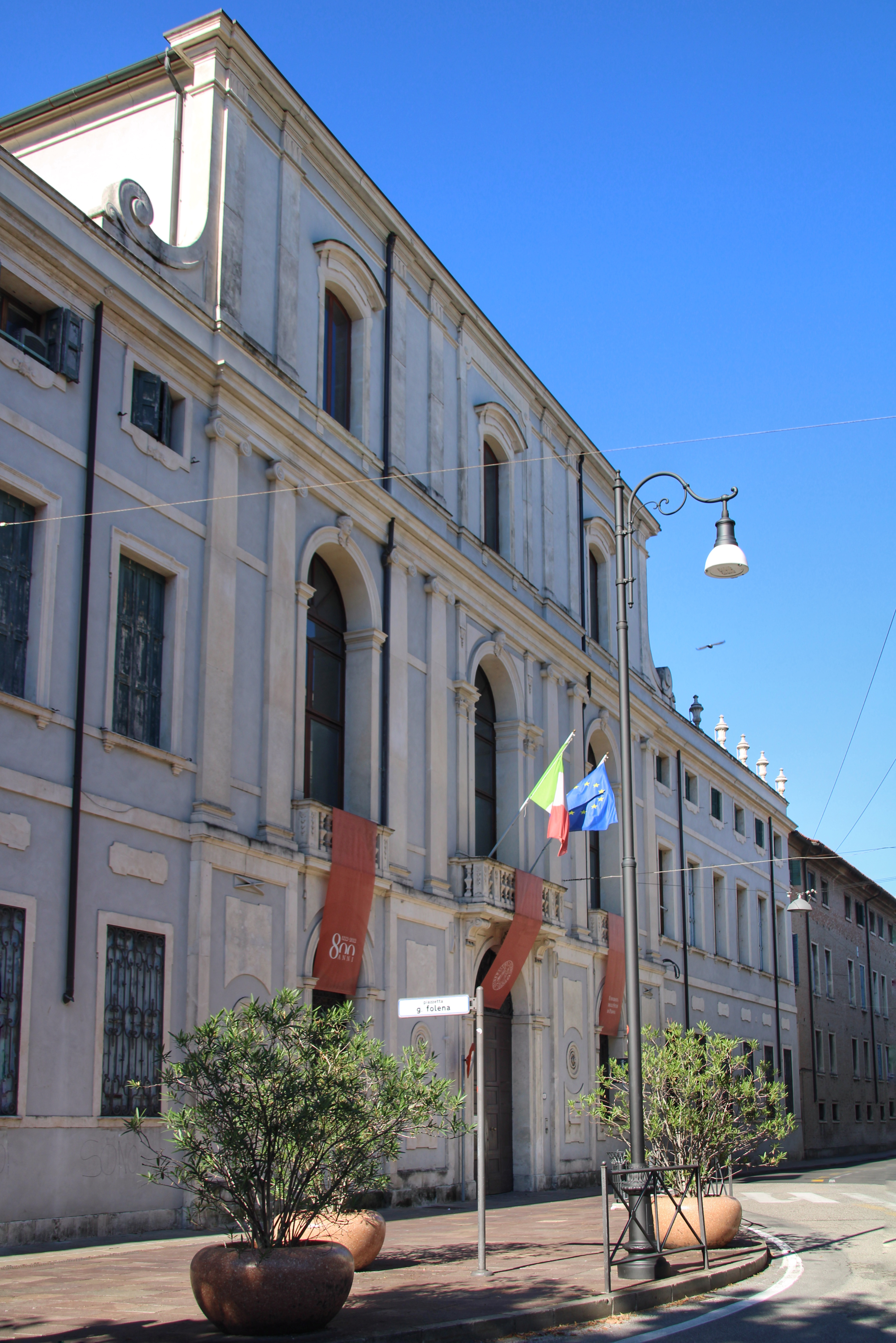
vista do edifício

O Palazzo Maldura é um edifício civil de Pádua, agora sede do Departamento de Estudos de Línguas e Literatura da Universidade de Pádua.
Construído no século XVI e restaurado, foi reformado em 1769 a pedido do advogado Andrea Maldura (1730-1802) ao arquitecto Giovan Battista Novello.
No palácio existem inúmeros afrescos numa ordem não homogénea no que diz respeito à localização das diferentes instalações.